# Sinagoga de Alessandria

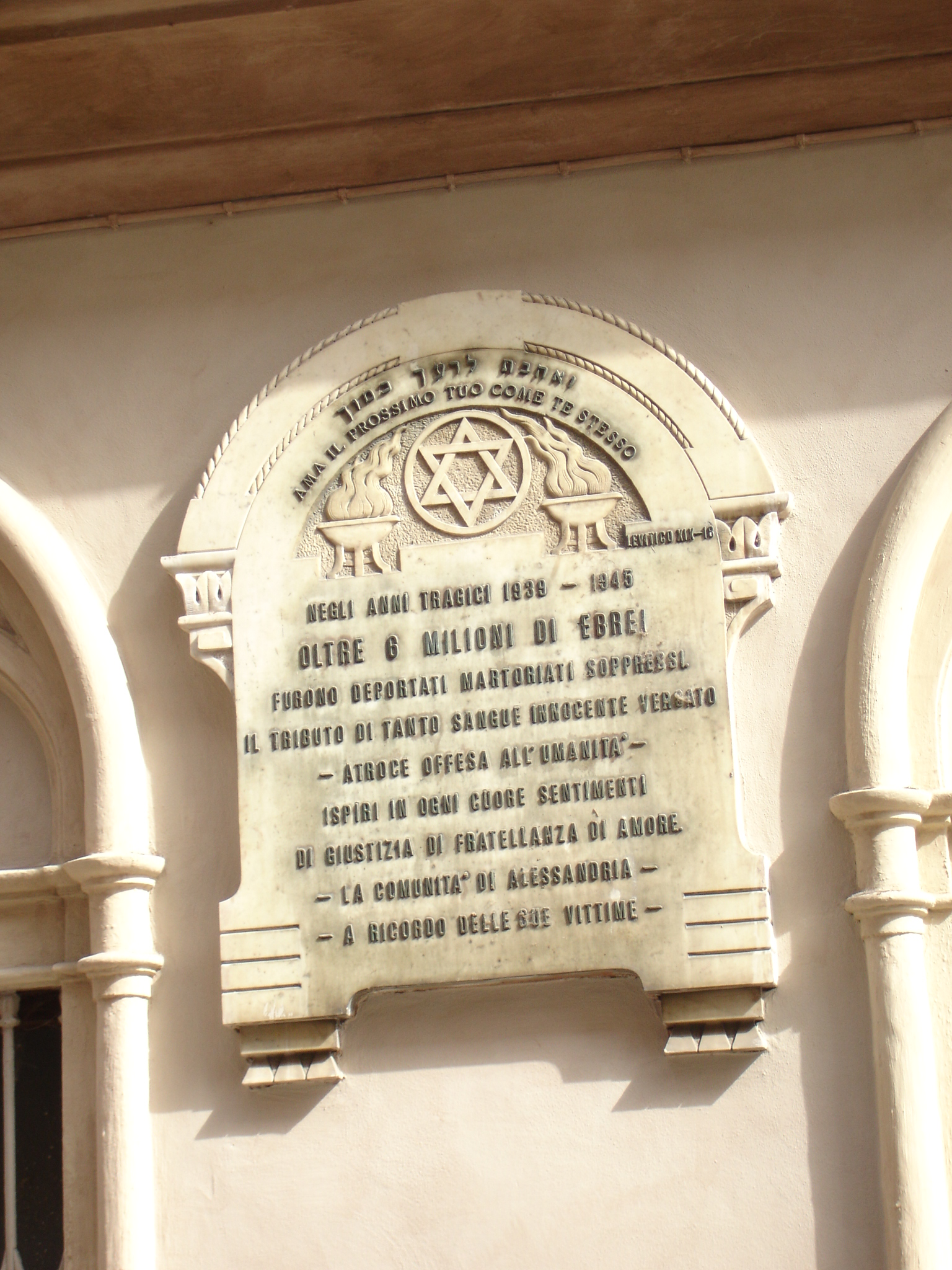
Placa recordatoria a los judíos víctimas de la Shoah

La sinagoga de Alessandria es un ejemplo monumental de una sinagoga italiana del siglo XIX. Se encuentra en el centro histórico de Alessandria, en via Milano, en la zona del antiguo gueto.

## El edificio
La sinagoga de Alejandría, inaugurada en 1871, es el resultado de la transformación de un edificio preexistente en el corazón del antiguo gueto sobre un proyecto del arquitecto Giovanni Roveda. Como en muchas otras ciudades, la comunidad quiso celebrar la Emancipación judía de 1848 erigiendo un nuevo templo monumental, símbolo de integración en la sociedad local. En la inauguración, con gran multitud y en presencia de las autoridades de la ciudad, oficiaron el rabino Salomone Olper y el rabino de Turín Alessandro Foa.
Se trata de una arquitectura ecléctica con influencias neogóticas, especialmente en la imponente fachada salpicada por tres hileras de ventanas arqueadas y coronada por pináculos, pilastras y formas blancas. El interior de la sala, ubicada en el primer piso, está inspirado en el modelo de iglesias cristianas, con tevah y arón asociados en el mismo espacio y asientos para el público dirigidos a ellos. En los lados cortos, hay dos órdenes superpuestas de logias definidas por esbeltas columnas: a lo largo de la pared de entrada el Ezrat Nashim y, alrededor del gran nicho del arón, el coro y el armonio.
Tras el terror nazi de 1944, arca original y el mobiliario de la sinagoga fue destruido o robado. Después de la Segunda Guerra Mundial, fueron reemplazados por los de las sinagogas desmanteladas de Nizza Monferrato (desmantelada en 1937) y Acqui Terme. También en la fachada se puede ver una placa en memoria de las víctimas del Holocausto.
En la planta baja hay una segunda sinagoga pequeña, destinada a su uso los sábados y días laborables. En el interior, se ingresa al templo de invierno normalmente utilizado para funciones y, a través de un pasillo, se llega a la escalera que conduce a la gran sala del primer piso, iluminada por grandes ventanales de vidrio policromado.

## Otros proyectos
- Wikimedia Commons contiene imágenes u otros archivos de la sinagoga de Alessandria